# May Blitz
O May Blitz foi um power trio britânico de heavy rock que esteve em atividade no começo da década de 1970.
O grupo foi formado em 1969 pelo baixista Terry Poole e o baterista Keith Baker, a "cozinha" do trio de blues-rock Bakerloo (ambos deixaram a banda quando Clem Clempson juntou-se ao Colosseum). Jamie Black juntou ao grupo nos vocais e guitarras, mas tanto Poole quanto Baker deixaram o grupo antes de ele gravar algo. Poole juntou-se ao Vinegar Joe e Baker ao Uriah Heep. Black então adicinou o seu compatriota Reid Hudson no baixo e Tony Newman, que havia tocado com Jeff Beck, The Hollies e Sounds Incorporated, na bateria. 
Após algum tempo tocando em pubs do Reino Unido, o grupo assinou um contrato com a Vertigo Records e lançou o seu álbum de estreia em 1970. Um segundo álbum foi lançado no começo de 1971, mas o grupo não viu o sucesso rapidamente e decidiu encerrar as suas atividades no final de 1971. Black e Hudson, ambos nascidos no Canadá, voltaram ao seu país de origem, enquanto que Newman juntou-se ao Three Man Army.

## Discografia
- May Blitz (Vertigo Records, 1970)
- The 2nd of May (Vertigo Records 6360037, 1971)